# Nihilizm geograficzny
Nihilizm geograficzny – pogląd filozoficzno-naukowy związany z wzajemnymi powiązaniami cywilizacji ludzkiej i środowiska naturalnego.
Nihilizm geograficzny głosi, że zależności między życiem człowieka i naturą nie istnieją lub istnieją w minimalnym stopniu. Nihiliści głosili, że egzystencja człowieka, działalność społeczna, gospodarcza i polityczna to jedna sprawa, zaś środowisko naturalne, zwierzęta, rośliny, hydrosfera to sprawa zupełnie odrębna, niemająca większego wpływu na tę pierwszą. Warunki życia człowieka zależą, według nihilistów, głównie od stabilności politycznej, rozwoju naukowo-technicznego i porządku prawnego. Przeciwieństwem nihilizmu geograficznego jest determinizm geograficzny, z którego wywodzi się geopolityka.